# E-Spania
e-Spania est une revue scientifique spécialisée dans les études hispaniques médiévales et modernes.
e-Spania est une revue pluridisciplinaire publiant des travaux de recherches linguistiques, littéraires et historiques portant sur la péninsule Ibérique au Moyen Âge et à l'époque moderne. Néanmoins, la réflexion sur une histoire des pouvoirs dans l’aire castillano-léonaise constitue un axe majeur de la préoccupation des éditeurs. Dans ce cadre, un intérêt particulier est porté aux études concernant l’historiographie et l’iconographie. e-Spania accorde également une large place aux travaux portant sur l’histoire des femmes de pouvoir.

e-Spania est une revue en libre accès accessible sur le portail OpenEdition Journals.